# Arklow (stacja kolejowa)
Arklow (ang: Arklow railway station, irl: Stáisiún an Inbhir Mór) – stacja kolejowa w miejscowości Arklow, w hrabstwie Wicklow, w Irlandii. Znajduje się na Dublin to Rosslare Line. 
Stacja jest zarządzana i obsługiwana przez Iarnród Éireann.

## Historia
Stacja została otwarta w dniu 16 listopada 1863 roku.
Otwarta została przez Dublin and South Eastern Railway i była częścią Great Southern and Western Railway, a następnie wchłaniana została do Great Southern Railway przez połączenie systemów kolejowych z 12 listopada 1924.
Stacja została przekazana Córas Iompair Éireann w wyniku ustawy o transporcie z 1944, która weszła w życie od 1 stycznia 1945 roku, a następnie do Iarnród Éireann w 1986 roku.

## Usługi
Na stacji dla pasażerów znajdują się trzy zadaszone wiaty: jedna na peronie 1 i dwie na peronie 2. Istnieje poczekalnia przy kasie w budynku stacji na peronie 1. Płatny parking na 150 pojazdów znajduje się przed budynkiem dworca oraz zadaszony parking dla rowerów.

## Linie kolejowe
- Dublin to Rosslare Line